# Condado de Fulton (Ohio)
O Condado de Fulton é um dos 88 condados do estado americano de Ohio. A sede do condado é Wauseon, e sua maior cidade é Wauseon. O condado possui uma área de 1 055 km² (dos quais 1 km² estão cobertos por água), uma população de 42 084 habitantes, e uma densidade populacional de 40 hab/km² (segundo o censo nacional de 2000). O condado foi fundado em 1850.